# Pokolj u Jasenicama 30. prosinca 1991.
Pokolj u Jasenicama je bio srpski ratni zločin iz doba srpsko-crnogorske agresije na Hrvatsku. 
Počinjen je nakon što su velikosrpske snage zauzele ovo podvelebitsko selo (selo su zauzele u razdoblju između 11. i 12. prosinca 1991.).
U tom nedjelu 30. prosinca 1991. ubijeno je pet starijih osoba u dobi od 70 do 75 godina.

## Vanjske poveznice
- Jasenice na fallingrain.com